# Scottish League One
A Scottish League One ou Liga 1 da Escócia, também conhecida como cinch League One por conta do patrocínio, é uma competição equivalente à terceira divisão da Liga de Futebol Profissional da Escócia (em inglês:  Scottish Professional Football League — SPFL), a liga masculina entre clubes de futebol profissional da Escócia. A Scottish League One foi criada em julho de 2013, depois que a Liga de Futebol Profissional da Escócia foi formada pela fusão da Premier League da Escócia (em inglês:  Scottish Premier League — SPL) e da Liga de Futebol da Escócia (em inglês:  Scottish Football League — SFL).

## Regulamento
A Scottish League One é disputada por 10 clubes em quatro turnos no sistema de sistema de pontos corridos: três pontos por vitória, um por empate e zero por derrota. Ao final das 36 rodadas, o clube com mais pontos será coroado campeão.

### Promoção e rebaixamento
O campeão é automaticamente promovido à Scottish Championship, a segunda divisão escocesa. Os segundo, terceiro e quarto colocados junto com o penúltimo colocado da segunda divisão, disputarão uma repescagem ("mata-mata") em jogos de ida e volta por uma vaga na segunda divisão na temporada seguinte.
Na parte de baixo da classificação, o clube que amargar a última posição da tabela será rebaixado para a "Scottish League Two", a quarta divisão da Escócia.

## Campeões
| Edição  | Edição | Campeão              | Vice-campeão         | Artilheiro                                  | Artilheiro |
| Edição  | Edição | Campeão              | Vice-campeão         | Jogador                                     | Gols       |
| ------- | ------ | -------------------- | -------------------- | ------------------------------------------- | ---------- |
| 2013–14 | [ 4 ]  | Rangers              | Dunfermline Athletic | Michael Moffat (Ayr United)                 | 26         |
| 2014–15 | [ 5 ]  | Greenock Morton      | Stranraer            | Declan McManus (Greenock Morton)            | 20         |
| 2015–16 | [ 6 ]  | Dunfermline Athletic | Ayr United           | Faissal El Bakhtaoui (Dunfermline Athletic) | 22         |
| 2015–16 | [ 6 ]  | Dunfermline Athletic | Ayr United           | Rory McAllister (Peterhead)                 | 22         |
| 2016–17 | [ 7 ]  | Livingston           | Alloa Athletic       | Andy Ryan (Airdrieonians)                   | 23         |
| 2017–18 | [ 8 ]  | Ayr United           | Raith Rovers         | Lawrence Shankland (Ayr United)             | 26         |
| 2018–19 | [ 9 ]  | Arbroath             | Forfar Athletic      | Kevin Nisbet (Raith Rovers)                 | 30         |
| 2019–20 | [ 10 ] | Raith Rovers         | Falkirk              | David Goodwillie (Clyde)                    | 20         |
| 2020–21 | [ 11 ] | Partick Thistle      | Airdrieonians        | Mitch Megginson (Cove Rangers)              | 14         |
| 2021–22 | [ 12 ] | Cove Rangers         | Airdrieonians        | Mitch Megginson (Cove Rangers)              | 18         |
| 2022–23 | [ 13 ] | Dunfermline Athletic | Falkirk              | Callum Gallagher (Airdrieonians)            | 22         |
| 2022–23 | [ 13 ] | Dunfermline Athletic | Falkirk              | Ruari Paton (Queen of the South)            | 22         |